# Sergiu Nicolaescu
Sergiu Florin Nicolaescu (IPA: [ˈserd͡ʒju floˈrin nikolaˈesku]) (Târgu Jiu, 13 aprile 1930 – Bucarest, 3 gennaio 2013) è stato un regista, attore e politico rumeno.
È di gran lunga il regista rumeno più prolifico e più visto di tutti i tempi: 54 film, più 27 coproduzioni e oltre 1 miliardo di telespettatori (per lo più da Cina e Russia, ma anche 130 milioni di telespettatori dalla Romania). Ion Caramitru, direttore del Teatro Nazionale di Bucarest, riteneva che il sostegno di cui Nicolaescu godette durante il regime comunista fosse basato sul fatto che Nicolaescu si poneva al servizio del culto della personalità di Nicolae Ceaușescu.
Era meglio conosciuto per i suoi film storici, come L'ultima crociata (1970, distribuito in inglese sia con il titolo equivalente Michael the Brave che come The Last Crusade), I Daci (1966, Les Guerriers), Guerra d'indipendenza (1977, Războiul Independenței), così come per la sua serie di thriller ambientati nel Regno di Romania tra le due guerre, come Un sovrintendente di polizia accusa (1973, Un comisar acuză). Joanna Pacuła ha recitato nel suo film L'ultima notte d'amore (Ultima noapte de dragoste) nel 1980 prima di emigrare negli Stati Uniti, dove ha intrapreso una carriera di grande successo.

## Biografia

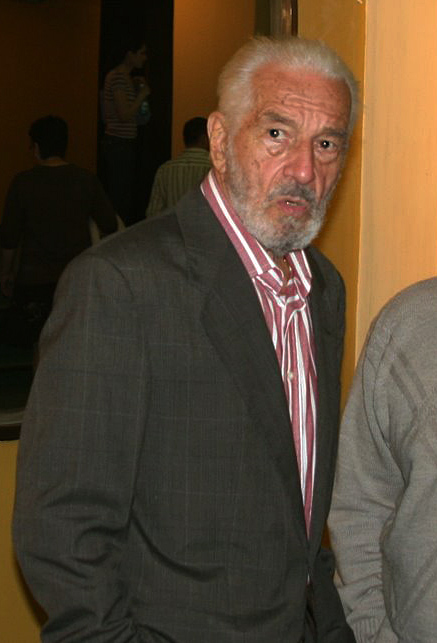
Sergiu Nicolaescu nel 2008

### Formazione e carriera cinematografica
All'età di cinque anni Nicolaescu lasciò la città natale con i suoi genitori; la famiglia si trasferì a Timisoara.
Si diplomò al liceo scientifico e si laureò con il massimo dei voti in "ingegneria meccanica". Partecipò tre volte al Festival cinematografico internazionale di Mosca, nel 1971 con L'ultima crociata, nel 1977 con Osinda, vizio e peccato e nel 1985 con Ringul. Riconosciuto come uno dei più grandi registi rumeni del cinema classico, nel 2012 vinse il Premio Gopo alla carriera.  

### Carriera politica
Dopo la rivoluzione del 1989, alla quale Nicolaescu ha partecipato e durante la quale è stato ammesso al Consiglio del Fronte di Salvezza Nazionale, ha sostenuto il partito Fronte di Salvezza Nazionale e ne è stato eletto più volte rappresentante in vari organi. In seguito è passato al Partito Social Democratico (PSD). Su sua iniziativa è stata costituita una commissione d'inchiesta sui fatti del dicembre 1989, da lui inizialmente presieduta. Nel 2004 Nicolaescu è stato nominato membro del Consiglio nazionale dell'Istituto della rivoluzione romena da Ion Iliescu.Dal 2008 al 2012 fu senatore della Romania.  Nel 2011 ha lasciato il PSD. 

### Decesso
Morì nel 2013, a seguito di un grave infarto.

## Filmografia

### Regista
- I daci (Dacii) (1967)
- La calata dei barbari (Kampf um Rom I) (1968) co-regia con Robert Siodmak
- Legenda lui „Ciorap de piele” (1969) co-regia con Pierre Gaspard Huit
- Vânătorul de căprioare (1969)
- Ultimul mohican, co-diretto da Ion Besoiu (1969)
- Preeria (1969)
- Aventuri în Ontario (1969)
- La morte di Ipu (Moartea lui Ipu) (1971)
- L'ultima crociata (Mihai Viteazul) (1971)
- E allora condannai a morte tutti (Atunci i-am condamnat pe toți la moarte) (1972)
- Con le mani pulite (Cu mîinile curate) (1972)
- L'avventuriero dei sette mari (Der Seewolf) (1972) co-regia con Wolfgang Staudte
- Răzbunarea (1972) -
- Ultimul cartuș (1973)
- Un commissario accusa (Un comisar acuză) (1974)
- Nemuritorii (1974)
- Insula comorilor (1975) co-regia con Gilles Grangier
- Pirații (1975) co-regia con Gilles Grangier
- Zile fierbinți (1975)
- Osinda, vizio e peccato (Osânda) (1976)
- Accident (1977)
- Pentru patrie (1978)
- Revanșa (1978)
- Nea Mărin miliardar (1979)
- Mihail, cîine de circ (1979)
- L'ultima notte d'amore (Ultima noapte de dragoste) (1980)
- Capcana mercenarilor (1981)
- Duelul (1981)
- Întîlnirea (1982)
- Cucerirea Angliei (1982)
- Viraj periculos (1983)
- Ringul (1984)
- Ciuleandra (1985)
- Ziua Z (1985)
- Noi, cei din linia întîi (1986)
- Căutătorii de aur (1986)
- Francois Villon - Il poeta vagabondo (François Villon - Poetul vagabond) (1987)
- Mircea (1989)
- Coroana de foc (1990)
- Începutul adevărului (Oglinda) (1994)
- Punctul zero (1996)
- Triunghiul morții (1999)
- Orient Express (2004)
- „15” (2005)
- Supraviețuitorul (2008)
- Carol I (2009)
- Poker (2010)
- Ultimul corupt din România (2012)

### Attore
- L'ultima crociata (1971)

## Riconoscimenti
- Premio Gopo
  - 2012 – Alla carriera
- Festival di Mosca
  - 1971 – Presentato il film L'ultima crociata
  - 1977 – Candidatura al miglior film per Osinda, vizio e peccato
  - 1985 – Miglior film per Ringul
- Godzilla Award
  - 1971 – Candidatura al miglior film internazionale per L'ultima crociata